# پیشینه نام اهواز
ریشه نام اهواز را برگرفته از قوم هوزی (مشهور به خوزی) می‌دانند که مردم بومی استان خوزستان بوده‌اند و زبان آن‌ها تا چند سده پس از اسلام، زبان مردم خوزستان بوده‌است.

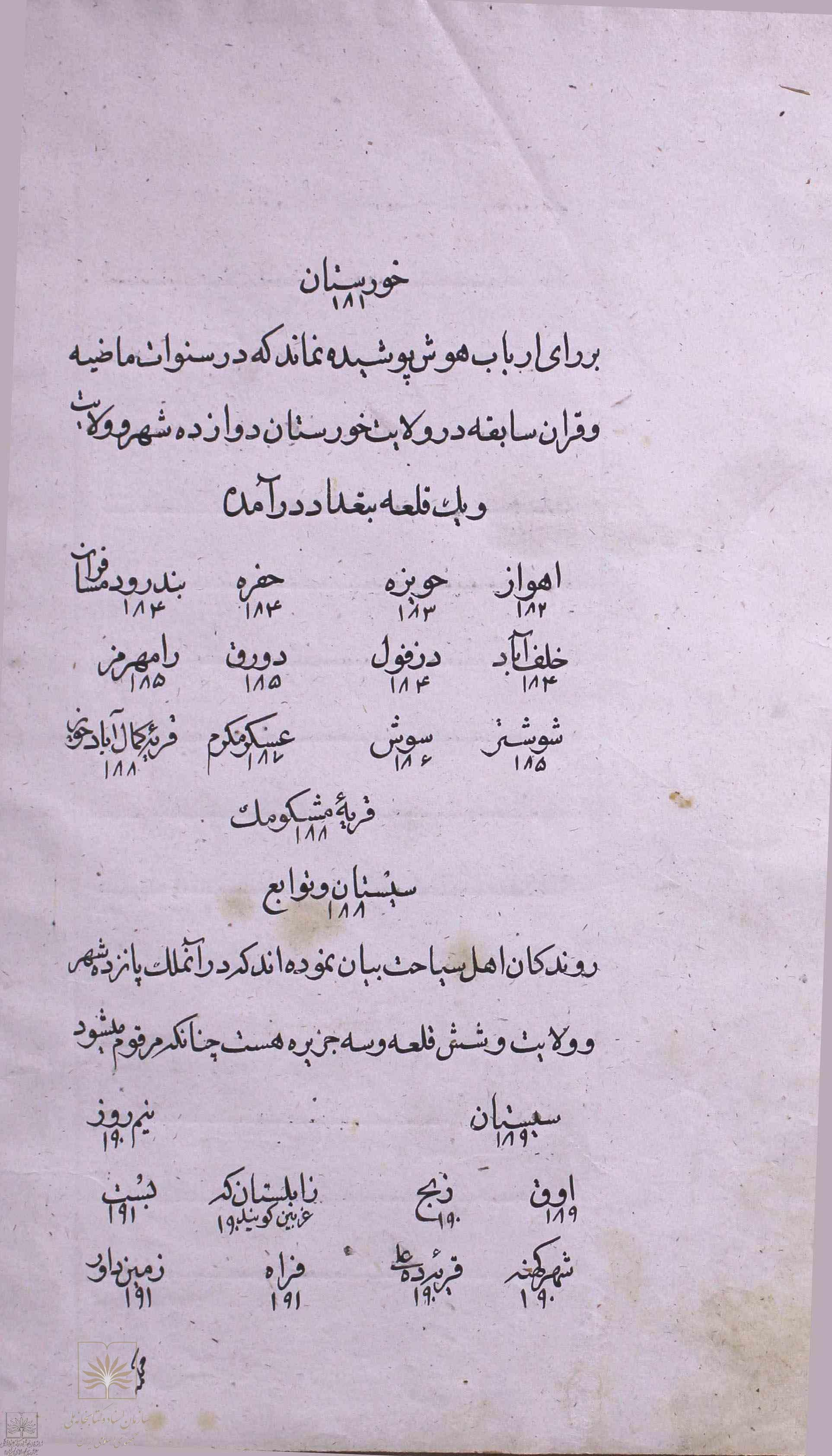
نام‌های اهواز و خوزستان در کتاب اوصاف الامصار از محمدمفید مستوفی بافقی که در زمان صفویان نوشته شده‌است.

محتمل تر آن است که اهواز در محل شهر قدیم تاریانا هخامنشی قرار گرفته باشد. در دوره ساسانی نام شهر هرمز اردشیر تغییر داده شده‌است. هرمشیر یا به صورت خلاصه شده داراواشیر درآمد.
این شهر در همه جا مرکز تجاری خوزستان، هوجستان واجار (بازار خوزستان) نامیده می‌شد و شهر سوی دیگر رودخانه به عنوان مرکز فرماندار و نجبا، هرمشیر خوانده می‌شد. شهر دوم در حمله عرب‌ها در سده اول هجری (هفتم میلادی) از بین رفت. اما نام شهر دیگر را عرب‌ها «سوق الاهواز» ترجمه کردند. به‌طوری که واژه‌ی «اهواز»، حالت جمع مکثر واژه‌ی «هوزی»، نام قبیله‌ای بومی در استان خوزستان بوده‌است.
در عصر ساسانیان این شهر علاوه بر نام‌های ذکر شده به نام‌های «رام شهر» و «شهررام» نامیده می‌شد. در دوره قاجار و از زمان ناصرالدین شاه اهواز را «ناصری» و «ناصریه» نامیدند ولی از شهریور ۱۳۱۴ هجری شمسی با تصویب هیئت وزیران «اهواز» نامیده شد.

## ریشه نام
کلیفورد باسورث در دانشنامه ایرانیکا و لاکهارت در دانشنامه اسلام، هاینزهایم و مایکل بونر، علی کرم همدانی در دایرةالمعارف بزرگ اسلامی و دانشنامه بریتانیکا ولادیمیر مینورسکی و سوات سوجک ریشه نام اهواز را برگرفته از قوم خوزی (یا هوزی) می‌دانند که اهالی بومی استان خوزستان بوده‌اند و زبان آن‌ها تا زمان ساسانیان نیز در منطقه تکلم می‌شده‌است. یونانی‌ها به این قوم اوکسیویی (به انگلیسی: Ouxioi) می‌گفتند و نام این شهر در نوشته‌های مسیحیان سریانی «بِیث هوزَیِا/ܒܝܬ ܗܘܙܝܐ» یا «بث هوزایی» در تلمود «בי חוזאי/بِی حوزای» ثبت شده‌است.
عبدالمجید ارفعی، دربارهٔ ریشهٔ نام شهر اوز و اهواز چنین نظر داده‌است: «اَوَز دارای یک صورت تحولی است و شکل دیگری است از کلمهٔ اهواز، خوز و خوزستان که این اسم را زمان هخامنشی داشته‌ایم و به ایلامی‌های خوزستانی گفته می‌شده‌است. این واژه که با فتح الف و واو و سکون ز درست می‌باشد ریشه‌اش در فارسی باستان اووَجَه (uvaja) و اووْجَه (uvja) می‌باشد. از همین کلمه هم خوز آمده‌است (او تبدیل به خو و ج تبدیل به ز) و هم اهواز (او تبدیل به ـَه و ج تبدیل به ز. در اوز، او (uva) خودش مانده و ج تبدیل به «ز» شده‌است.»
مینورسکی و سوجک چنین می‌پندارند که به احتمال زیاد، هوزی‌ها از نسل ایلامی‌ها بوده‌اند. و زبان این قوم (هوزی)، تا چند سده بعد از چیرگی بر خوزستان توسط مسلمان‌ها، زبان محلی مردم خوزستان بود. طوریکه «استخری» در سده دهم میلادی در مسالک‌الممالک در مورد زبان خوزستان می‌نویسد:
بیشتر آنها می‌توانند فارسی و عربی صحبت کنند ولی آنها زبان خودشان را دارند (لسان خوزیان) که نه عبری است و نه سریانی و نه فارسی

## سیر تحول نام شهر از دیدگاه دانشوران امروزی
تلاش‌هایی برای مطابقت دادن اهواز با شهر اگینیس که استرابون از آن نام برده، انجام شده‌است، اما بیشتر این احتمال وجود دارد که اهواز در محل شهر قدیم تاریانا هخامنشی که نئارخوس در سفر خود به خلیج فارس در کنار آن لنگر انداخت قرار گرفته باشد. به‌نوشته کلیفورد باسورث، اردشیر یکم، بنیان‌گذار سلسله ساسانی نام شهر را به هرمزد اردشیر تغییر داده‌است. این نام در منابع عربی به شکل‌های متفاوتی ثبت شده‌است. بنابر گفته مقدسی فرزند اردشیر (شاپور یکم) بود که شهر را در دو سوی رودخانه از نو بنیان نهاد و یکی را بنام خدا و دیگری را تحت نام خود نامگذاری کرد. این دو نام بعدها با یکدیگر مخلوط و به صورت هرمز-اردشیر یا به صورت خلاصه شده داراواشیر درآمد.
این شهر در همه جا مرکز تجاری خوزستان، هوجستان واجار (بازار خوزستان) نامیده می‌شد و شهر سوی دیگر رودخانه به عنوان مرکز فرماندار و نجبا، هرمشیر خوانده می‌شد. شهر دوم در حمله عرب‌ها در سده اول هجری (هفتم میلادی) از بین رفت. اما نام شهر دیگر را عرب‌ها «سوق الاهواز» ترجمه کردند. به‌گفته لاکهارت و هاینتس هالم و باسورث اهواز جمع هوزی یا خوزی، نام قبیله بومی استان خوزستان بوده‌است.
ریچارد فرای در مورد خوزستان و اهواز می‌نویسد: «خوزستان استانی ثروتمند و کم ارتفاع بود که دست کم به هفت کوره تقسیم می‌شد؛ بزرگ‌ترین جز آن هرمزداردشیر یا هرمزدشهر بود که عرب‌ها بدان سوق‌الاهواز می‌گفتند».
به‌نوشته همدانی بزرگ اسلامی در عصر ساسانیان این شهر علاوه بر نام‌های ذکر شده به نام‌های «رام شهر» و «شهررام» نامیده می‌شد. در دوره قاجار و از زمان ناصرالدین شاه اهواز را ناصری و ناصریه نامیدند ولی از شهریور ۱۳۱۴ هجری شمسی با تصویب هیئت وزیران اهواز نامیده شد.
پروفسور کلیفورد ادموند باسورث معتقد است که جغرافی دانان عربی-[اسلامی] در مورد ریشه این شهر دچار سردرگمی بوداند.
به گمان پ. شوارتز چنین تفاوت‌های موجود در توجیه نام اهواز در منابع اسلامی بخاطر سعی این جغرافی دانان در توجیه نام مصطلح هورمشیر بوده‌است.
حسین مفتخری به نقل از «سنی ملوک الارض و الانبیا» دربارهٔ فتح اهواز می‌نویسد:
در خوزستان به هنگام آمدن تازیان، شهر بزرگان ویران شد، اما شهر بازاریان (سوق‌الاهواز) به جا ماند.